# Masakr na ostrově Rathlin

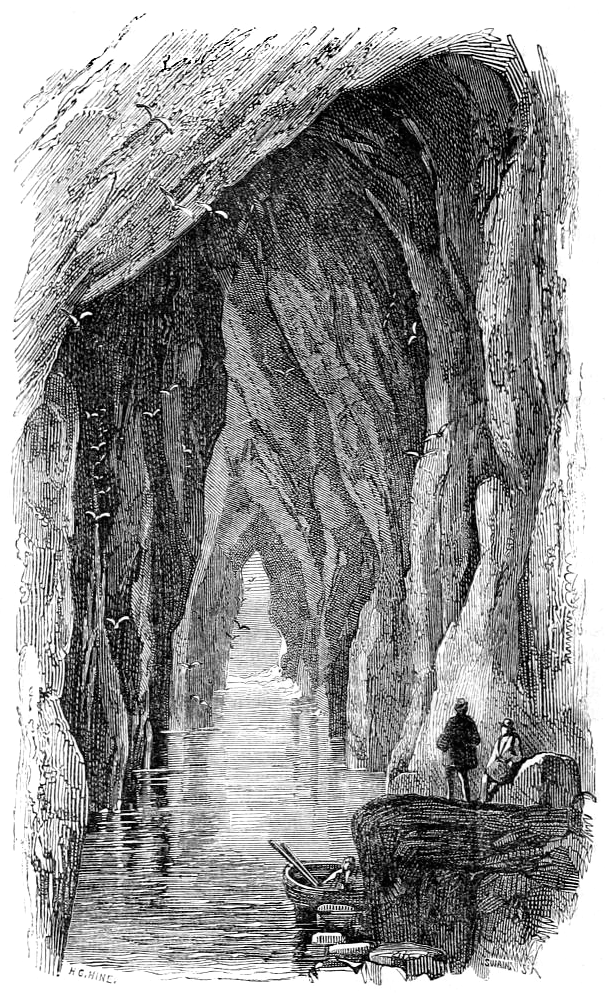
Jeskyně Bruce Cave, kde se skrývaly oběti masakru

Masakr na ostrově Rathlin proběhl 26. července 1575 na severoirském ostrově Rathlin. Na svědomí jej měli vojáci Francise Drakea, během masakru bylo zabito okolo 600 irských a skotských vojáků, starců, žen a dětí.

## Průběh
Ostrov Rathlin na severu Irska byl odjakživa používán vzhledem ke své odlehlosti jako svatyně a pohřebiště. V 16. století zde byl zbudován hrad Rathlin, který se stal útočištěm rodu MacDonnellů z hrabství Antrim. Stal se tak jejich zázemím pro kontrolu nad severovýchodním pobřežím Irska. V průběhu jejich výprav došlo k řadě konfliktů z vojevůdci královny v Irsku i Anglii. Vojenský vůdce Sorley Boy MacDonnell (ve skotské galštině Somhairle Buidhe Mac Domhnaill) se rozhodl v zájmu bezpečí odeslat své děti, starce a nemocné na ostrov Rathlin do bezpečí hradu Rathlin. Vojsko o 300 vojácích, které vedli Henry Sidney, Francis Drake, hrabě z Essexu a John Norreys na základě instrukcí od královny Alžběty se rozhodlo dobýt hrad. Zaútočili na něj ztečí dvěmi kanony a po čtyřdenním dobývání hrad dobyli. Norrey navrhl podmínky kapitulace. Několik šlechticů bylo propuštěno, ostatní přeživší, zejména ženy, děti a starci se skryli v jeskyních a skrýších. Navzdory splnění podmínek kapitulace se rozhodli Norrey a jeho muži zlikvidovat všech 200 členů poraženého vojska a následně 400 žen, dětí a starců nahnali ze skály do rozbouřených vod Severního moře (nedaleko východního majáku). Drake byl navíc pověřen obranou ostrova tak, aby se nikdo z obránců nedostal na ostrov a nemohl neštěstí zabránit. Celá rodina Sorley Boy MacDonnella během masakru zahynula. Jak dokázal dopis Drake sekretáři královny Francisi Walsinghamovi, MacDonnell malém „zešílel kvůli svému žalu.“

## Vývoj
K podobnému masakru došlo na ostrově i v roce 1642. Ten provedla pěší armáda vévody z Argyllu na základě rozkazu vojevůdce Duncana Campbella, který měl potlačit odpor irských katolíků.